# ریاست عمومی استخبارات
ریاست عمومی استخبارات (به پشتو: د استخباراتو لوی ریاست)؛ یک سازمان اطلاعاتی و امنیتی ملی افغانستان است که تحت نظر امارت اسلامی افغانستان فعالیت می‌کند.

## سازمان
ریاست عمومی استخبارات افغانستان یک اداره مستقل در دولت امارت اسلامی افغانستان است که به رهبر امارت اسلامی افغانستان پاسخگو است. عبدالحق واثق مدیر فعلی این سازمان است که ریاست چندین معاون و اداره تابعه را بر عهده دارد. تاج میر جواد معاون اول مدیر است که بر عملیات امنیتی و اطلاعاتی داخلی نظارت دارد. بسم‌الله عبدالله معاون دوم مدیر است که بر امور مالی و اداری این سازمان نظارت دارد.
به غیر از افراد فوق، چندین اداره با حوزه‌های مسئولیت اختصاصی وجود دارد. این موارد عبارتند از:
- اداره ۰۲ - تجارت تریاک و فعالیت‌های مالی مرتبط را رصد می‌کند.[۶]
- اداره ۳۷۶ - تعاملات آژانس با سازمان‌های غیردولتی و پیمانکاران امنیتی خصوصی را مدیریت می‌کند، با تمرکز بر ضداطلاعات و پلیس مخفی.[۷][۸]
- اداره ۹۰ - روابط با گروه‌های شبه‌نظامی متحد در افغانستان را مدیریت می‌کند.[۹]
- اداره ۵۹ - روابط آژانس با مأموریت‌های دیپلماتیک در افغانستان را مدیریت می‌کند.[۱۰]
- اداره ۱۲ - فعالیت‌های گروه‌های شبه‌نظامی خارجی متحد فعال در افغانستان را رصد و نظارت می‌کند.[۱۱]

به‌طور خاص، تحت فرماندهی تاج میر جواد، ریاست عمومی استخبارات همچنین واحدهای ویژه نیروهای ویژه را اداره می‌کند. این واحدها عبارتند از:
- نیروی فاتح - یک تشکیلات ضد تروریسم متشکل از تقریباً ۳٫۵۰۰ جنگجو برای مبارزه با داعش-ولایات خراسان، و گزارش شده است که با کمک چین و ایران تأسیس شده است.[۱۲]
- نیروی عمری - یک تشکیلات ضد تروریسم دیگر که برای مبارزه با داعش-ولایات خراسان تحت فرماندهی محمد یعقوب تأسیس شده است، اما کارکنان آن مشخص نیست.

## فعالیت‌ها
از زمان تصرف کشور توسط طالبان در اوت ۲۰۲۱، ششصد عضو داعش، چهار آدم‌ربا، ده‌ها مافیا و جنایتکار دیگر توسط ریاست عمومی استخبارات دستگیر شده‌اند.
ریاست عمومی استخبارات علیرغم وعده‌های طالبان مبنی بر مدارا کردن در ۲ مارس ۲۰۲۲ اعلام کرد که رسانه‌های افغانستان باید تصویری «مناسب برای مطبوعات» از طالبان نشان دهند، در حالی که آنها خبرنگاران را در مورد قوانینی که نباید با ارزش‌های اسلامی مغایرت داشته باشند، تحت فشار قرار می‌دهند.
سرویس اطلاعات عمومی معمولاً اطلاعات مربوط به مسائل خارجی و داخلی را در اختیار هبت‌الله آخندزاده، رهبر فعلی افغانستان، قرار می‌دهد.

## مدیران
- عبدالحق واثق (۷ سپتامبر ۲۰۲۱ – کنون)